# Creveney
Creveney település Franciaországban, Haute-Saône megyében. Lakosainak száma 52 fő (2022. január 1.). Creveney Châtenois, Colombotte és Saulx községekkel határos.

## Népesség
A település népességének változása:
| Lakosok száma | 60   | 58   | 59   | 57   | 55   | 54   | 52   | 51   | 52   |
|               | 2013 | 2015 | 2016 | 2017 | 2018 | 2019 | 2020 | 2021 | 2022 |